# فرانكلين بريتو
فرانكلين بريتو (بالإسبانية: Franklin Brito)‏ هو فلاح فنزويلي، ولد في 5 سبتمبر 1960، وتوفي في 30 أغسطس 2010 بسبب الموت جوعا.